# Пінофранкеадо
Пінофранкеадо (ісп. Pinofranqueado) — муніципалітет в Іспанії, у складі автономної спільноти Естремадура, у провінції Касерес. Населення — 1654 особи (2010).
Муніципалітет розташований на відстані близько 220 км на захід від Мадрида, 90 км на північ від Касереса.
На території муніципалітету розташовані такі населені пункти: (дані про населення за 2010 рік)
- Альдеуела: 29 осіб
- Авельянар: 12 осіб
- Кастільйо: 87 осіб
- Еріас: 81 особа
- Оркахо: 66 осіб
- Месегаль: 45 осіб
- Муела: 69 осіб
- Овехуела: 100 осіб
- Пінофранкеадо: 1023 особи
- Робледо: 58 осіб
- Сауседа: 84 особи

## Демографія
Динаміка населення (INE ):